# Commiphora mossamedensis
Commiphora mossamedensis là một loài thực vật có hoa trong họ Burseraceae. Loài này được Mendes mô tả khoa học đầu tiên năm 1964.